# Ângelo Félix Mugnol
Angelo Félix Mugnol (Farroupilha, 12 de dezembro de 1915 — Bagé, 12 de fevereiro de 1982) foi um bispo católico brasileiro, da Diocese de Bagé.